# مقاطعة مونتغومري (بنسلفانيا)
مقاطعة مونتغومري (بالإنجليزية: Montgomery County, Pennsylvania)‏ هي إحدى مقاطعات ولاية بنسيلفانيا في الولايات المتحدة. بلغ عدد سكانها 799874 نسمة في عام 2010 حسب إحصاء مكتب تعداد الولايات المتحدة.

## المناخ
يظهر الجدول التالي التغييرات المناخية على مدار السنة لمقاطعة مونتغومري:
| البيانات المناخية لـمقاطعة مونتغومري | البيانات المناخية لـمقاطعة مونتغومري | البيانات المناخية لـمقاطعة مونتغومري | البيانات المناخية لـمقاطعة مونتغومري | البيانات المناخية لـمقاطعة مونتغومري | البيانات المناخية لـمقاطعة مونتغومري | البيانات المناخية لـمقاطعة مونتغومري | البيانات المناخية لـمقاطعة مونتغومري | البيانات المناخية لـمقاطعة مونتغومري | البيانات المناخية لـمقاطعة مونتغومري | البيانات المناخية لـمقاطعة مونتغومري | البيانات المناخية لـمقاطعة مونتغومري | البيانات المناخية لـمقاطعة مونتغومري | البيانات المناخية لـمقاطعة مونتغومري |
| الشهر                                | يناير                                | فبراير                               | مارس                                 | أبريل                                | مايو                                 | يونيو                                | يوليو                                | أغسطس                                | سبتمبر                               | أكتوبر                               | نوفمبر                               | ديسمبر                               | المعدل السنوي                        |
| ------------------------------------ | ------------------------------------ | ------------------------------------ | ------------------------------------ | ------------------------------------ | ------------------------------------ | ------------------------------------ | ------------------------------------ | ------------------------------------ | ------------------------------------ | ------------------------------------ | ------------------------------------ | ------------------------------------ | ------------------------------------ |
| متوسط درجة الحرارة الكبرى °ف (°م)    | 37.8 (3.2)                           | 41.1 (5.1)                           | 49.8 (9.9)                           | 61.7 (16.5)                          | 72.1 (22.3)                          | 80.8 (27.1)                          | 84.9 (29.4)                          | 83.2 (28.4)                          | 76.2 (24.6)                          | 64.5 (18.1)                          | 53.3 (11.8)                          | 41.8 (5.4)                           | 62.4 (16.9)                          |
| المتوسط اليومي °ف (°م)               | 29.3 (−1.5)                          | 31.9 (−0.1)                          | 39.7 (4.3)                           | 50.5 (10.3)                          | 60.4 (15.8)                          | 69.5 (20.8)                          | 74.0 (23.3)                          | 72.3 (22.4)                          | 64.8 (18.2)                          | 53.2 (11.8)                          | 43.5 (6.4)                           | 33.5 (0.8)                           | 52.0 (11.1)                          |
| متوسط درجة الحرارة الصغرى °ف (°م)    | 20.8 (−6.2)                          | 22.7 (−5.2)                          | 29.6 (−1.3)                          | 39.2 (4.0)                           | 48.7 (9.3)                           | 58.3 (14.6)                          | 63.0 (17.2)                          | 61.4 (16.3)                          | 53.4 (11.9)                          | 41.9 (5.5)                           | 33.7 (0.9)                           | 25.2 (−3.8)                          | 41.6 (5.3)                           |
| الهطول إنش (مم)                      | 3.27 (83)                            | 2.71 (69)                            | 3.55 (90)                            | 3.86 (98)                            | 4.27 (108)                           | 4.21 (107)                           | 4.83 (123)                           | 3.90 (99)                            | 4.63 (118)                           | 4.26 (108)                           | 3.65 (93)                            | 3.75 (95)                            | 46.89 (1٬191)                        |
| متوسط الرطوبة النسبية (%)            | 68.4                                 | 65.1                                 | 60.6                                 | 59.5                                 | 63.6                                 | 69.0                                 | 69.0                                 | 71.8                                 | 72.9                                 | 71.4                                 | 70.4                                 | 70.7                                 | 67.7                                 |
| المصدر: PRISM                        |                                      |                                      |                                      |                                      |                                      |                                      |                                      |                                      |                                      |                                      |                                      |                                      |                                      |

## أعلام
- ليفي تود
- جوناثان إم. روبرتس
- جون ويبر
- كيندال كونراد
- صموئيل مايلز
- ماري غاريت
- ويليام دولار
- أنتوني بيفيلاكوا

## وصلات خارجية
- http://www.montcopa.org/